# Росселлини, Ренцо
Ренцо Росселлини (итал. Renzo Rossellini, 2 февраля 1908 в Риме — 13 мая 1982) — итальянский композитор, музыкант, музыковед. Брат режиссёра Роберто Росселлини, автор музыки ко многим его фильмам. Отец режиссёра Франко Росселлини.

## Биография
Ученик Бернардино Молинари. Среди работ Ренцо Росселлини многочисленные балеты, оратории, кантаты, 4 оперы (по собственным либретто La Guerra (1956), Il vortice (1958), Uno sguardo dal ponte (1961), L'Annonce faite à Marie (1970)). Также писал музыку к спектаклям и фильмам. Придерживался традиций веризма. С 1973 года был художественным руководителем Оперы Монте-Карло.

## Сочинения
- опера «Война» / La Guerra (1956, Неаполь)
- опера «Нищая» / Il vortice (1958, Неаполь)
- опера «Вид с моста» / Uno sguardo dal ponte (1958, Рим)
- балет «Зимняя сказка» (1947, Рим)
- оратории
- кантаты
- оркестровые сочинения
- камерно-инструментальные ансамбли

## Фильмография
- 1940 — Алые розы / Rose scarlatte
- 1941 — Тереза-Пятница / Teresa Venerdì
- 1941 — Белый корабль / La nave bianca
- 1942 — Гарибальдиец в монастыре / Un garibaldino al convento
- 1942 — Пилот возвращается / Un pilota ritorna
- 1943 — Дети смотрят на нас / I Bambini ci guardano
- 1943 — Человек с крестом / L'uomo dalla croce
- 1945 — Рим — открытый город / Roma, città aperta
- 1946 — Пайза / Paisà
- 1946 — Желание / Desiderio
- 1946 — Евгения Гранде / Eugenia Grandet
- 1948 — Любовь / L'amore
- 1948 — Пармская обитель / La Certosa di Parma
- 1948 — Германия, год нулевой / Germania anno zero
- 1950 — Стромболи, земля Божья / Stromboli
- 1950 — Франциск, менестрель Божий / Francesco, giullare di Dio
- 1952 — Машина, убивающая плохих / La macchina ammazzacattivi
- 1952 — Европа 51 / Europa '51
- 1953 — Где свобода? / Dov'è la libertà?
- 1953 — Спартак / Spartaco
- 1954 — Путешествие в Италию / Viaggio in Italia
- 1954 — Страх / La paura
- 1954 — Феодора / Teodora, imperatrice di Basinzio
- 1955 — Знак Венеры / Il segno di Venere
- 1955 — Самая красивая женщина в мире (Красивая, но опасная) / La donna più bella del mondo (Lina Cavalieri)
- 1959 — Генерал делла Ровере / Il generale Della Rovere
- 1960 — В Риме была ночь / Era Notte a Roma
- 1961 — Татары / I tartari
- 1961 — Ванина Ванини / Vanina Vanini
- 1961 — Да здравствует Италия! / Viva l'Italia!